# 18 de enero
El 18 de enero es el 18.º (décimo octavo o decimoctavo) día del año en el calendario gregoriano. Quedan 347 días para finalizar el año y 348 en los años bisiestos.

## Acontecimientos
- 474: León II se convierte brevemente en emperador bizantino.
- 532: en Constantinopla (actual Turquía) termina la fallida revolución (Disturbios de Niká) en la que se pretendía la independencia del Imperio Romano de Oriente.
- 749 (sábado): en los actuales países de Palestina, Jordania y Siria, hacia las 11:00 de la mañana sucede un violento terremoto que destruye varias ciudades y deja un saldo de decenas de miles de víctimas.
- 1126: en China, el emperador Huizong abdica en favor de su hijo Qinzong.
- 1150: el conde de Barcelona Ramón Berenguer IV cede los terrenos al abad Sancho de la Abadía de Fontfroide para la construcción del Monasterio de Poblet.
- 1174: en España se casan Alfonso II de Aragón y Sancha de Castilla
- 1486: en Inglaterra, el rey Enrique VII se casa con Isabel de York, hija del rey Eduardo IV.
- 1535: en Perú, el conquistador español Francisco Pizarro funda la ciudad de Lima.
- 1546: al norte de Quito (Ecuador) Gonzalo Pizarro vence al virrey Blasco Núñez Vela.
- 1610: en España, los moriscos son expulsados de Murcia.
- 1671: en el océano Pacífico, el pirata británico Henry Morgan encabeza un ataque contra la ciudad de Panamá.
- 1701: en Prusia (actual Alemania), asciende al trono Federico I de Prusia.
- 1762: en España, Carlos III promulga una pragmática para establecer el regium exequatur, que supone el control de los documentos pontificios.
- 1764: en Barcelona se constituye la Conferencia Físico-Matemática Experimental, base de la Academia de Ciencias y Artes de la ciudad.
- 1785: en Málaga se crea por medio de una Real Cédula el «consulado de Málaga», tribunal para comerciantes y asuntos mercantiles.
- 1859: en Argentina se funda el Departamento Junín (Mendoza).
- 1871: Otto von Bismarck proclama el Imperio alemán en el que Guillermo I, rey de Prusia, pasa a ser el káiser (Emperador) de Alemania.
- 1884: se constituye el cuarto gabinete de Antonio Cánovas del Castillo desde la Restauración borbónica en España.
- 1899: Egipto e Inglaterra firman un pacto de condominio que establece la soberanía compartida, con gobernador general y Administración británicos.
- 1911: el estadounidense Eugene B. Ely, a bordo de un biplano de la marca Curtiss, es el primero que logra aterrizar sobre la cubierta de un buque.
- 1915: Japón emite las "Veintiuna exigencias" a la República de China en un intento por aumentar su poder en el este de Asia.
- 1916: en Bergen (Noruega) un gran incendio destruye 600 casas.
- 1919: se inicia la Conferencia de Paz de París.
- 1919: Ignacy Jan Paderewski se convierte en primer ministro de Polonia.
- 1920: en Perú se funda el equipo de fútbol Alianza Atlético de Sullana.
- 1924: en España, el gobierno indulta a los asesinos de Eduardo Dato, presidente del Gobierno.
- 1929: un violento terremoto destruye la ciudad venezolana de Cumaná.
- 1934: estalla un movimiento de carácter comunista en varias ciudades de Portugal, rápidamente sofocado por el gobierno.
- 1935: en Perú, se lanza al mercado peruano, la Inca Kola.
- 1938: entran en circulación los nuevos billetes de una peseta en España.
- 1941: se inaugura el Museo Marítimo de Barcelona.
- 1942: en Demiansk (Unión Soviética) ―en el marco de la Segunda Guerra Mundial― alrededor de 95 000 soldados alemanes son cercados por los soviéticos.
- 1943: Alemania lleva a cabo un ataque aéreo contra Londres.
- 1943: en los alrededores de la ciudad de Leningrado (durante la Segunda Guerra Mundial) en el transcurso de la operación Chispa, el Ejército Rojo rompe parcialmente el sitio de Leningrado al conseguir abrir un estrecho corredor, de apenas diez kilómetros de ancho, a través de las líneas defensivas alemanas, y restablecer la conexión entre la ciudad asediada y el resto del país.
- 1946: en México el Partido de la Revolución Mexicana (PRM), se transforma en el Partido Revolucionario Institucional (PRI).
- 1949: se crea el Consejo de Ayuda Mutua Económica (COMECON).
- 1955: en Panamá, Ricardo Arias Espinosa se convierte en el nuevo presidente.
- 1956: en el sitio de pruebas nucleares de Nevada, Estados Unidos realiza la cuarta y última de las pruebas atómicas del Proyecto 56, que no genera una reacción nuclear porque su propósito era determinar si una cabeza nuclear explotaría en caso de que detonaran sus componentes explosivos. En estas cuatro pruebas quedaron contaminados con plutonio pulverizado 3,62 km² de terreno. Fue la bomba n.º 70 de las 1054 que Estados Unidos detonó entre 1945 y 1992.
- 1957: en Chile, el presidente Carlos Ibáñez del Campo firma la ley que crea la comuna de Pica
- 1958: en Maxton (Carolina del Norte), indios lumbí armados confrontan a un grupo de hombres de la banda terrorista racista Ku Klux Klan.
- 1958: en Estados Unidos, el canal CBS transmite el primero de los Conciertos para Jóvenes del compositor Leonard Bernstein dirigiendo la Filarmónica de Nueva York. La serie (un concierto cada tres meses aproximadamente) se televisará durante los siguientes catorce años, y convertirá a Bernstein en el director de orquesta más famoso de ese país.
- 1960: el vuelo 20 de Capital Airlines se estrella contra una granja en el condado de Charles City, Virginia, y mata a los 50 tripulantes a bordo, el tercer accidente fatal de Capital Airlines en tantos años.
- 1961: en Sudáfrica, Nelson Mandela funda el grupo Lanza de la Nación ―brazo armado del Congreso Nacional Africano― bajo la consigna «Quedan solo dos alternativas: sumisión o lucha» contra el régimen racista pro británico.
- 1962: en un pozo a 261 metros bajo tierra, en el área U3ao del Sitio de pruebas atómicas de Nevada (a unos 100 km al noroeste de la ciudad de Las Vegas), a las 10:00 (hora local) Estados Unidos detona su bomba atómica Agouti, de 6,4 kt. Es la bomba n.º 209 de las 1132 que Estados Unidos detonó entre 1945 y 1992.
- 1966: en Vietnam del Sur aterrizan cerca de 8000 soldados estadounidenses (en total ya hay 190 000 efectivos).
- 1966: en un pozo a 561 metros bajo tierra, en el área U7i del Sitio de pruebas atómicas de Nevada (a unos 100 km al noroeste de la ciudad de Las Vegas), a las 7:37 (hora local) Estados Unidos detona su bomba atómica n.º 443, Lampblack (de 38 kt). Simultáneamente, en un pozo a 275 metros bajo tierra en el área U3cj, detona la bomba Sienna (de 4 kt).
- 1977: un grupo de científicos identifica una bacteria previamente desconocida como causa de la misteriosa enfermedad de los legionarios (legionelosis).
- 1977: cerca de Sídney (Australia) sucede el peor accidente ferroviario de la historia de ese país: fallecen 83 personas.
- 1977: en Bosnia y Herzegovina en un accidente de aviación fallecen el primer ministro de Yugoslavia, Yemal Bijedich, su esposa y otras seis personas.
- 1977: en Roma (Italia), Luciano Re Cecconi (28), futbolista del SS Lazio, ingresa en la joyería de su amigo Bruno Tabócchini, quien lo mata de un disparo. Tabóchini será liberado porque afirmará que disparó porque Cecconi había fingido un atraco.
- 1978: la Corte Europea de Derechos Humanos declara al Gobierno del Reino Unido culpable de malos tratos a los prisioneros norirlandeses, aunque no se pueden probar los casos de tortura.
- 1986: accidente aéreo en las selvas de El Petén en Guatemala, cerca de las ruinas mayas de Tikal. Fallecen las 110 personas que viajaban a bordo, de varias nacionalidades, incluyendo el político venezolano Arístides Calvani y miembros de su familia.
- 1997: tres cooperantes españoles de la ONG Médicos del Mundo, Luis Valtueña, Flors Sirera y Manuel Madrazo, son asesinados en Ruanda.
- 1998: la selección española de waterpolo consigue la medalla de oro en los Mundiales de natación.
- 2012: la ley SOPA apaga la página de Wikipedia en inglés por 24 horas a las 05:00 UTC. Mientras duró el apagón quienes intentaron acceder al sitio, se encontraron con una pantalla negra en la que se podía leer «Imagina un mundo sin conocimiento libre».
- 2017: en Monterrey, Nuevo León, México, se registra un tiroteo en el Colegio Americano del Noreste, el atacante disparó a sus compañeros y después se suicidó, 2 personas murieron y otras 3 resultaron heridas.
- 2019: en Tlahuelilpan (en el estado mexicano de Hidalgo) se registra una explosión de un ducto de la empresa Pemex. Fallecen 137 personas y otras resultan heridas al intentar robar gasolina.
- 2020: en la ciudad argentina de Villa Gesell (provincia de Buenos Aires), un grupo de 8 rugbistas asesinan a golpes a Fernando Báez Sosa.
- 2021: a la 1:15 a. m., en la ciudad de San Juan (Argentina), Boca Juniors se impone en los penales ante Bánfield, saliendo campeón de la Copa Diego Armando Maradona.[1]
- 2021: a las 23:46, a 57 km al suroeste de la ciudad de San Juan (Argentina), se registra un sismo de 7° en la escala sismológica de Richter.
- 2022: Cae preso el Rey de Voxer (Cristian Miguel Montes de Oca), productor, representante y proxeneta virtual argentino.

## Nacimientos
- 1507: Ferrante Sanseverino, condotiero italiano (f. 1568).
- 1519: Isabela Jagellón, reina consorte húngara (f. 1559).
- 1540: Catalina de Portugal, infanta portuguesa (f. 1614).
- 1573: Ambrosius Bosschaert, pintor flamenco (f. 1621).
- 1624: Tirso González de Santalla, teólogo y jesuita español (f. 1705).
- 1641: François Michel Le Tellier de Louvois, estadista francés (f. 1691).
- 1669: María Antonia de Austria, archiduquesa austriaca (f. 1692).
- 1689: Montesquieu (Charles Louis de Secondat), escritor, filósofo y político francés (f. 1755).
- 1726: Enrique de Prusia, aristócrata alemán (f. 1802).
- 1734: Caspar Friedrich Wolff, embriólogo alemán (f. 1794).
- 1743: Louis Claude de Saint-Martin, filósofo francés (f. 1803).
- 1752: John Nash, arquitecto británico (m. 1835).
- 1775: Pedro Moreno, militar mexicano (f. 1817).
- 1778: George Bellas Greenough, geólogo británico (f. 1855).
- 1779: Peter Mark Roget, médico, físico, matemático, filólogo, teólogo natural, y lexicógrafo británico (f. 1869).
- 1786: Juan de Dios Cañedo, canciller mexicano y diputado de las Cortes de Cádiz (f. 1850).
- 1782: Daniel Webster, político estadounidense (f. 1852).
- 1795: Ana Pávlovna Románova, aristócrata rusa y reina consorte de los Países Bajos (f. 1865).
- 1806: Ventura Marín Recabarren, político chileno (f. 1877).
- 1811: Eduardo Laboulaye, jurista y político francés (f. 1883).
- 1815: Konstantin von Tischendorf, lingüista alemán (f. 1874).
- 1825: Edward Frankland, químico británico (f. 1899).
- 1835: Tsézar Antónovich Kiuí, César Cuí, compositor y militar ruso, miembro del Grupo de los Cinco (f. 1918).
- 1841: Emmanuel Chabrier, compositor francés (f. 1894).
- 1849: Edmund Barton, político australiano (f. 1920).
- 1867: Rubén Darío, poeta nicaragüense (f. 1916).
- 1868: Kantarō Suzuki, almirante de la Armada Imperial Japonesa y primer ministro de Japón (f.1948).
- 1871: Benjamín I, religioso turco, patriarca de Constantinopla (f. 1946).
- 1879: Henri Giraud, militar francés (f. 1949).
- 1881: Gaston Gallimard, editor francés (f. 1975).
- 1882: Alan Alexander Milne, escritor británico (f. 1956).
- 1888: Antoine Pevsner, escultor ruso (f. 1962).
- 1891: Justino Russolillo, religioso italiano (f. 1955).
- 1892: Oliver Hardy, actor estadounidense, de «el Gordo y el Flaco» (f. 1957).
- 1892: Henry Conover, ornitólogo y soldado estadounidense (f. 1950).
- 1893: Jorge Guillén, poeta español (f. 1984).
- 1901: Iris Marga, actriz argentina (f. 1997).
- 1902: Otto Umbehr, fotógrafo alemán (f. 1980).
- 1903: Berthold Goldschmidt, compositor alemán (f. 1996).
- 1904: Cary Grant, actor británico (f. 1986).
- 1905: Enrique Ballesteros, futbolista uruguayo (f. 1969).
- 1908: Sibylla de Sajonia-Coburgo-Gotha, princesa sueca de origen alemán (f. 1972).
- 1910: Kenneth Boulding, economista británico (f. 1993).
- 1911: José María Arguedas, escritor, antropólogo y etnólogo peruano (f. 1969).
- 1911: Danny Kaye, actor y humorista estadounidense (f. 1987).
- 1912: Antonio Rumeu de Armas, historiador español (f. 2006).
- 1914: Arno Schmidt, escritor y traductor alemán (f. 1979).
- 1915: Santiago Carrillo, político comunista español (f. 2012)
- 1915: Vasílis Tsitsánis, cantante y compositor griego (f. 1984).
- 1916: Serge Raynaud de la Ferrière, escritor y astrólogo francés (f. 1962).
- 1918: Aleksandr Klubov, as de la aviación soviético (f. 1944)
- 1921: Antonio Téllez, historiador, periodista y militante anarquista español (f. 2005).
- 1921: Yoichiro Nambu, físico japonés, premio nobel de física en 2008 (f. 2015).
- 1923: Ricardo Garibay, escritor y periodista mexicano (f. 1999).
- 1925: Gilles Deleuze, filósofo francés (f. 1995).
- 1928: Aleksandr Gómelski, entrenador de baloncesto soviético (f. 2005).
- 1929: Joaquín Aguirre Bellver, escritor y periodista español (f. 2005).
- 1931: Gonzalo Arango, escritor colombiano (f. 1976).
- 1931: Chun Doo-hwan, militar y político surcoreano, presidente de Corea del Sur entre 1980 y 1988 (f. 2021).
- 1932: Robert Anton Wilson, novelista estadounidense (f. 2007).
- 1933: John Boorman, productor y cineasta británico.
- 1933: Ray Dolby, inventor estadounidense (f. 2013).
- 1934: Raymond Briggs, escritor e ilustrador británico.
- 1934: José Manuel Romay Beccaría, político español.
- 1934: Henk Chin A Sen, político surinamés, presidente entre 1980 y 1982 (f. 1999).
- 1936: Hugh Anderson, piloto de motociclismo neozelandés
- 1937: John Hume, político británico, premio nobel de la paz en 1998 (f. 2020)
- 1938: Anthony Giddens, sociólogo británico.
- 1938: Anatoly Kolesov, luchador ruso, medallista de oro olímpico (f. 2012).
- 1940: Pedro Rodríguez, piloto de automovilismo mexicano (f. 1971).
- 1940: Iva Zanicchi, presentadora de TV y cantante italiana.
- 1941: José Ignacio López de Arriortúa, ingeniero automovilístico español.
- 1942: Johnny Servoz-Gavin, piloto francés de automovilismo (f. 2006).
- 1944: Paul Keating, político australiano, primer ministro entre 1991 y 1996.
- 1944: Hugo Perié, político argentino (f. 2011).
- 1944: Alexander Van der Bellen, político austríaco, Presidente de Austria desde 2017.
- 1945: José Luis Perales, cantante y compositor español.
- 1942: Isabel Allende, política chilena.
- 1946: Joseph Deiss, político suizo.
- 1946: Perro Aguayo, luchador profesional mexicano (f. 2019).
- 1946: Katia Ricciarelli, soprano italiana.
- 1947: Takeshi Kitano, actor y cineasta japonés.
- 1948: M. C. Gainey, actor estadounidense.
- 1949: Raúl Tuny Kollmann, periodista argentino.
- 1949: Philippe Starck, diseñador francés.
- 1950: Claudia de Colombia, cantante colombiana.
- 1950: Gilles Villeneuve, piloto canadiense de Fórmula 1 (f. 1982).
- 1951: Bob Latchford, futbolista británico.
- 1951: Luis de Benito, periodista español.
- 1951: Paul Wilbur, cantautor estadounidense.
- 1952: Wim Rijsbergen, futbolista neerlandés.
- 1954: Jagdish Mali, fotógrafo indio (f. 2013).
- 1954: Vitali Saveliev, empresario y político ruso.
- 1954: Antoni Olmo, futbolista español.
- 1954: Mario Salvador Sánchez, pintor surrealista salvadoreño.
- 1954: Kiki Smith, artista alemana.
- 1955: Kevin Costner, actor, productor y cineasta estadounidense.
- 1955: Fernando Trueba, cineasta español.
- 1956: Christoph Prégardien, tenor alemán.
- 1960: Mertxe Aizpurua, periodista y política española.
- 1963: Emmanuel Chukwudi Eze, filósofo nigeriano-estadounidense (f. 2007).
- 1963: Flavio Carera, baloncestista italiano.
- 1963: Efraín Alegre, abogado, catedrático universitario y político paraguayo.
- 1964: Enrico Lo Verso, actor italiano.
- 1964: Carmen Aristegui, periodista mexicana.
- 1966: Alexander Jálifman, ajedrecista ruso.
- 1966: José Antonio Kast, político chileno
- 1966: Fabián Mazzei, actor argentino.
- 1967: Juan Carlos Chávez, futbolista y entrenador mexicano.
- 1967: Iván Zamorano, futbolista chileno.
- 1968: Max Delupi, actor, humorista y conductor argentino.
- 1968: Armin Falk, economista alemán.
- 1968: Antonio de la Torre, actor español.
- 1969: Dave Bautista, actor y exluchador profesional estadounidense.
- 1969: Javier Benítez Láinez, poeta español.
- 1969: Óscar Quijano, músico español, de la banda Café Quijano.
- 1970: Peter Van Petegem, ciclista belga.
- 1970: Silvia Giorguli Saucedo, rectora de El Colegio de México.
- 1970: DJ Quik, rapero y productor estadounidense.
- 1971: Jonathan Davis, vocalista estadounidense, de la banda KoЯn.
- 1971: Christian Fittipaldi, piloto brasileño de automovilismo.
- 1971: Josep Guardiola, jugador y entrenador de fútbol español.
- 1971: Jeff Monson, luchador estadounidense de artes marciales mixtas.
- 1971: Junko Furuta, estudiante japonesa (f. 1989).
- 1971: Leandro Zdero, arquitecto y político argentino, Gobernador del Chaco desde 2023.
- 1973: Juan Manuel Astorga, periodista chileno.
- 1973: Rolando Schiavi, futbolista argentino.
- 1973: Xiomara Xibille, actriz y presentadora colombiana.
- 1974: Gustavo Kupinski, músico argentino, de las bandas Los Piojos y Las Pelotas (f. 2011).
- 1974: Antonio Andrés, atleta español.
- 1974: Vladimir Miholjević, ciclista croata.
- 1974: Marco Geisler, remero alemán.
- 1974: Maulik Pancholy, actor estadounidense.
- 1975: Lamari, cantante española, de la banda Chambao.
- 1975: Leonardo Luppino, futbolista argentino.

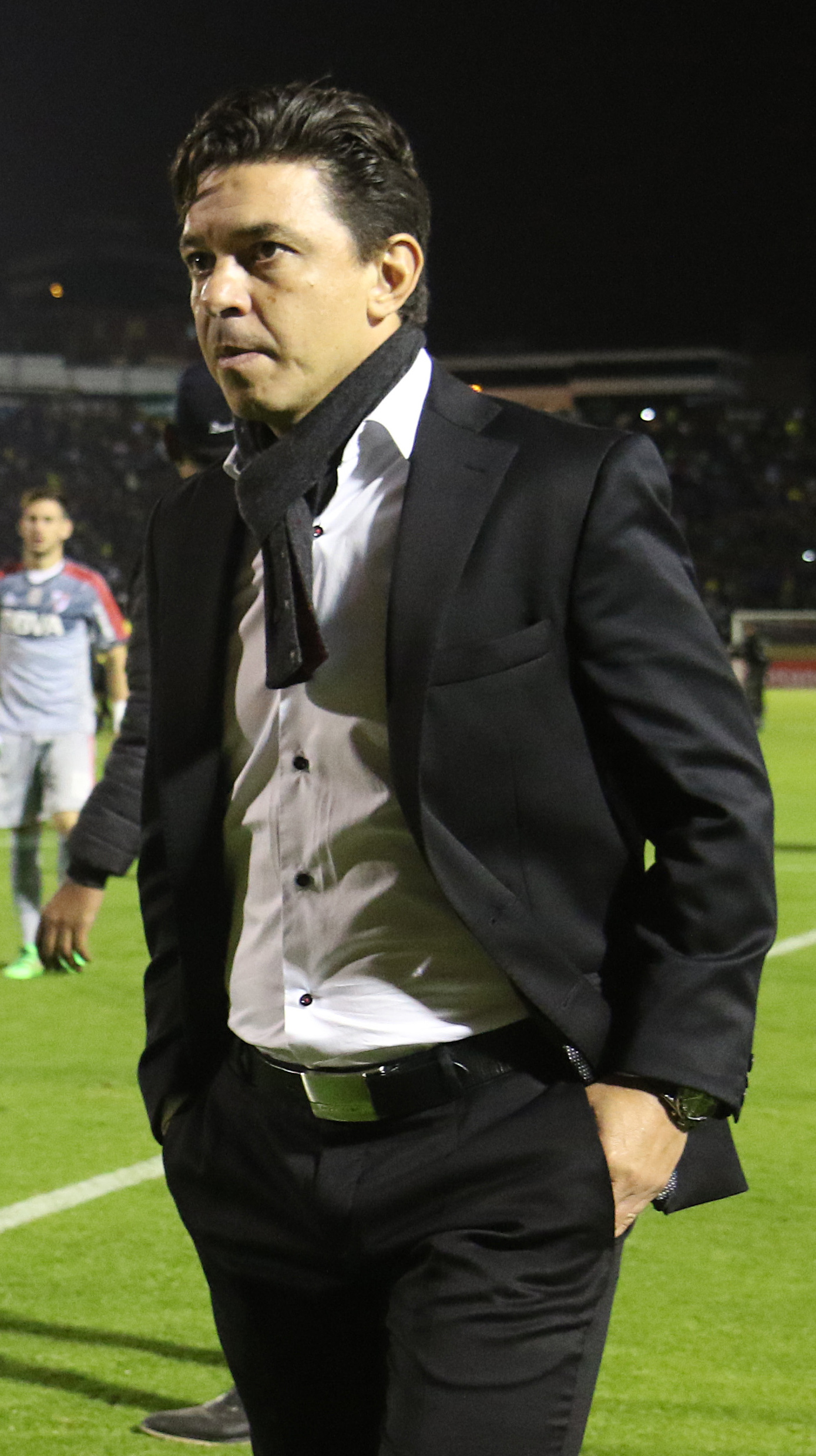
Marcelo Gallardo

- 1976: Marcelo Gallardo, futbolista y entrenador argentino.
- 1977: Andrea Serna, presentadora de televisión, locutora de radio y modelo colombiana.
- 1978: Thor Hushovd, ciclista noruego.
- 1979: Jay Chou, músico y cantante taiwanés.
- 1979: Paulo Ferreira, futbolista portugués.
- 1979: Roberta Metsola, abogada y política maltesa.
- 1979: Wandy Rodríguez, beisbolista dominicano.
- 1979: Sachiko Kojima, actriz de voz japonesa.
- 1979: Jocimar Nascimento, futbolista brasileño.
- 1980: Robert Green, futbolista británico.
- 1980: Antonio Jesús Vázquez Muñoz, futbolista español.
- 1980: Jason Segel, actor, guionista, productor y autor estadounidense.
- 1980: Rodrigo Guirao Díaz, actor argentino.
- 1980: Jehyson Guzmán, político venezolano, Gobernador de Mérida desde 2021.
- 1981: Olivier Rochus, tenista belga.
- 1981: Otgonbayar Ershuu, pintor mongol.
- 1982: Joanna Newsom, cantautora estadounidense.
- 1982: Quinn Allman, guitarrista estadounidense, de la banda The Used.
- 1982: Ariadne Artiles, modelo español.
- 1982: Álvaro Mejía Pérez, futbolista español.
- 1982: Ivan Saraiva de Souza, futbolista brasileño.
- 1982: Jader Volnei Spindler, futbolista brasileño.
- 1983: Jelena Gavrilović, actriz y cantante serbia.
- 1984: Maarja Kivi, cantante estonia.
- 1984: Leonardo Pisculichi, futbolista argentino.
- 1984: Librado Azcona, futbolista paraguayo nacionalizado ecuatoriano.
- 1985: Perico, futbolista español.
- 1985: Pablo Castro, futbolista uruguayo.
- 1986: Emiliano Armenteros, futbolista argentino.
- 1988: Angelique Kerber, tenista alemana.
- 1990: Deni Alar, futbolista austríaco.
- 1990: Hussam Arafat, futbolista egipcio.
- 1990: Nacho Fernández Iglesias, futbolista español.
- 1992: Raúl Reynoso Director de cine Independiente en Aguascalientes

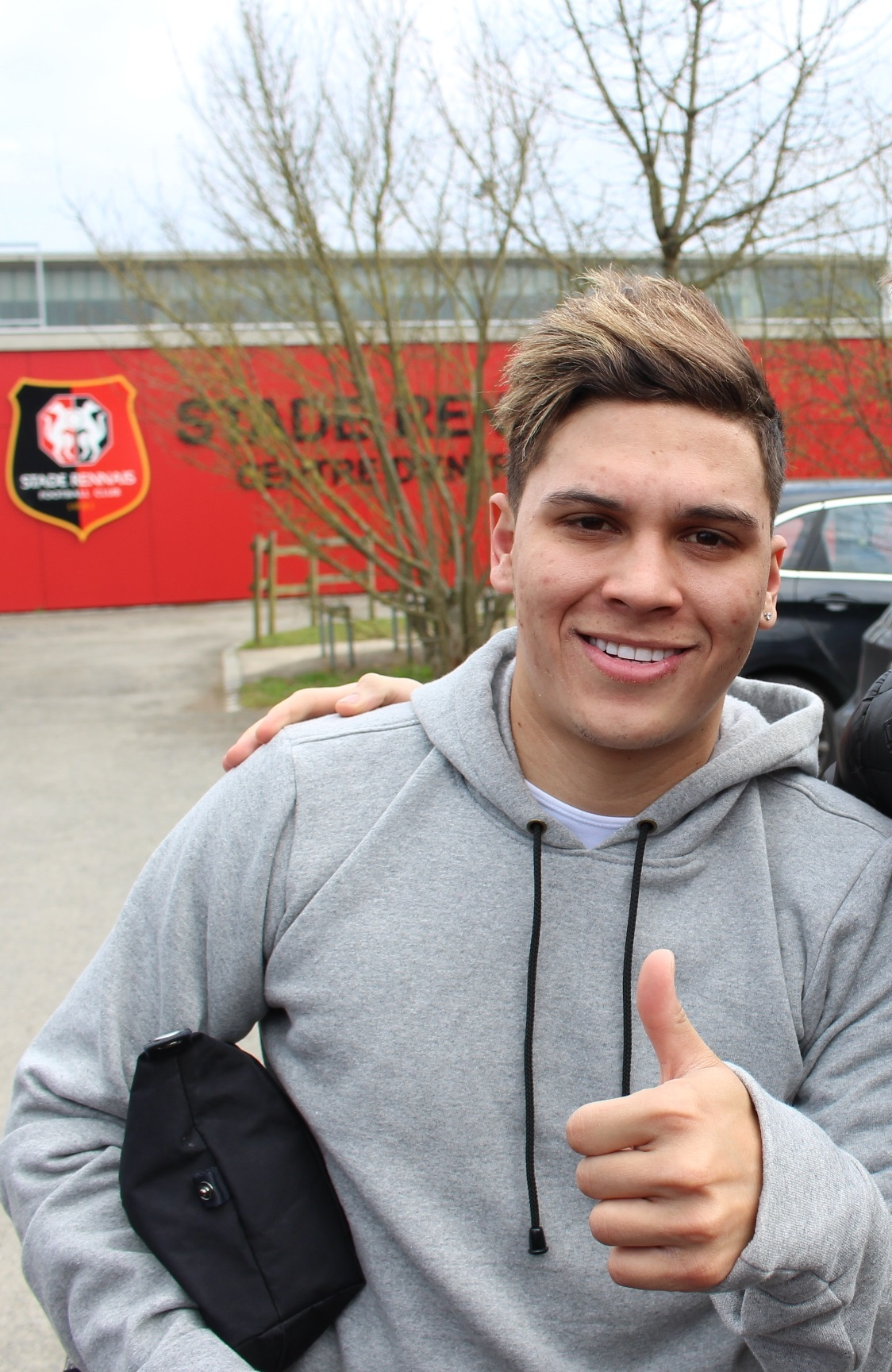
Juan Fernando Quintero

- 1993: Morgan York, actriz estadounidense.
- 1993: Sean Keenan, actor australiano.
- 1993: Juan Fernando Quintero, futbolista colombiano.
- 1994: Hunter Doohan, actor estadounidense.
- 1994: Ahn Seung-gyun, actor surcoreano.
- 1995: José Cevallos Enríquez, futbolista ecuatoriano.
- 1995: Elías Ómarsson, futbolista islandés.
- 1995: Lou Llobell, actriz española, sudafricana y zimbabuense afincada en Londres.
- 1996: Ivo Grbić, futbolista croata.
- 1996: Sarah Gilman, actriz estadounidense.
- 1996: Omar Govea, futbolista mexicano.
- 1996: Miguel Llambrich, futbolista español.
- 1996: Maxim Lobanovskij, nadador húngaro.
- 1996: Wataru Noguchi, futbolista japonés.
- 1997: Christopher Ramos de la Flor, futbolista español.
- 1997: Bong Kalo, futbolista vanuatuense.
- 1997: Daisuke Sakai, futbolista japonés.
- 1998: Aitana Bonmatí, futbolista española.
- 1998: Éder Militão, futbolista brasileño.
- 1998: Shin Ye-eun, actriz surcoreana.
- 1999: Karan Brar, actor estadounidense.
- 1999: Mateus Ward, actor estadounidense.
- 1999: Pablo Turturiello, actor y cantante uruguayo.
- 1999: Gary Trent Jr., baloncestista estadounidense.
- 1999: Djorkaeff Reasco, futbolista ecuatoriano.
- 1999: Santiago Scacchi, futbolista argentino.
- 1999: Luis Giraldo, cantante colombiano.
- 1999: Jake Ferguson, jugador de fútbol americano estadounidense.
- 1999: Tee Higgins, jugador de fútbol americano estadounidense.
- 2000: Lautaro Guzmán, futbolista argentino.
- 2000: Andrés Balanta, futbolista colombiano (f. 2022).
- 2000: Raúl Sandoval, futbolista mexicano.
- 2000: Miguel Cornejo, futbolista peruano.
- 2000: Sayu Kubota, actriz y modelo japonesa.
- 2000: Anaís Méndez, atleta ecuatoriana.
- 2000: Iván Gil Calero, futbolista español.
- 2000: Naif Almas, futbolista saudí.
- 2000: Óscar Castellanos, futbolista guatemalteco.
- 2000: Alexis Flips, futbolista francés.
- 2000: Julius Brents, jugador de fútbol americano estadounidense.
- 2000: Kingsley Enagbare, jugador de fútbol americano estadounidense.
- 2001: Felix Mambimbi, futbolista suizo.
- 2001: TKarol Struski, futbolista polaco.
- 2001: Thomas Raggi, guitarrista de la banda italiana Måneskin.
- 2002: Ki-Jana Hoever, futbolista neerlandés.
- 2003: Devyne Rensch, futbolista neerlandés.
- 2003: Doryan Rodríguez, futbolista costarricense.
- 2005: Benedetta Pilato, nadadora italiana.
- 2006: Max Schmitt, futbolista alemán.
- 2006: Nolan Ferro, futbolista francés.
- 2006: Isabella Damla Güvenilir, actriz infantil turca-estadounidense.

## Fallecimientos
- 52 a.  C.: Publio Clodio Pulcro, político romano (n. 92 a. C.).
- 350: Constante, emperador romano (n. 320).
- 748: Odilón I de Baviera, duque de Baviera.
- 1121: Guillermo de Champeaux, teólogo y filósofo francés (n. 1070).
- 1271: Margarita de Hungría, aristócrata húngara, santa de la Iglesia católica (n. 1242).
- 1367: Pedro I, el Justiciero, rey portugués entre 1357 y 1367 (n. 1320).
- 1425: Edmundo Mortimer, V conde de la Marca, político inglés (n. 1391).
- 1471: Go-Hanazono, emperador japonés (n. 1419).
- 1546: Blasco Núñez Vela, militar y político español, primer virrey de Perú (n. 1490).
- 1547: Pietro Bembo, cardenal y erudito italiano (n. 1470).
- 1586: Margarita de Austria y Parma, aristócrata neerlandesa, gobernadora de los Países Bajos (n. 1522), hija de Carlos I de España.
- 1677: Jan van Riebeeck, explorador neerlandés (n. 1619).
- 1747: Antonio de Literes, compositor español (n. 1673).
- 1761: Carlos José de Habsburgo-Lorena, aristócrata austríaco (n. 1745).
- 1787: François Ladatte, escultor italiano (n. 1706).
- 1803: Sylvain Maréchal, ensayista, poeta y activista político francés (n. 1750).
- 1862: John Tyler, político estadounidense, 10.º presidente de su país (n. 1790).
- 1870: Samuel Bailey, filósofo y escritor británico (n. 1791).
- 1873: Edward Bulwer Lytton, novelista, dramaturgo y político británico (n. 1803).
- 1878: Antoine César Becquerel, físico francés (n. 1788).
- 1886: Josef Tichatschek, tenor checo (n. 1831).
- 1890: Amadeo I de Saboya, rey español (n. 1845).
- 1890: Joaquín Fonseca, religioso español (n. 1822).
- 1893: Emilia de San José, religiosa venezolana, declarada Venerable (n. 1858).
- 1898: Henry Liddell, lingüista y lexicógrafo británico (n. 1811).
- 1902: Filippo Marchetti, compositor italiano (n. 1831).
- 1912: Hermann Winkelmann, tenor alemán (n. 1849).
- 1918: Amalie Materna, soprano autríaca (n. 1844).
- 1918: Lázaro Gutiérrez de Lara, abogado, periodista y activista revolucionario mexicano (n. 1870).
- 1930: Antonio Espina y Capó, médico español (n. 1850).
- 1936: Rudyard Kipling, escritor británico, premio nobel de literatura en 1907 (n. 1865).
- 1948: José María Maytorena, militar y político mexicano (n. 1867).
- 1949: Carlo Ponzi, criminal italiano (n. 1882).
- 1951: Jack Holt, actor estadounidense (n. 1888).
- 1951: Amy Carmichael, misionera irlandesa (n. 1867).
- 1952: Jerome Curly Howard, humorista estadounidense, conocido por su papel en Los Tres Chiflados (n. 1903).
- 1954: Sydney Greenstreet, actor británico (n. 1879).
- 1957: Tomitarō Makino, botánico japonés (n. 1862).
- 1963: Hugh Gaitskell, político español (n. 1906).
- 1966: Eleuterio Quintanilla, pedagogo y anarquista español (n. 1886).
- 1974: Bill Finger, escritor estadounidense (n. 1914).
- 1976: Frederick Hollander, compositor alemán de música de cine (n. 1896).
- 1977: Tokijiro Maekawa, botánico japonés (n. 1886).
- 1977: Yvonne Printemps, soprano y actriz francesa (n. 1894).
- 1977: Luciano Re Cecconi, futbolista italiano (n. 1948).
- 1977: Carl Zuckmayer, poeta, dramaturgo y guionista alemán (n. 1896).
- 1978: Nicanor Piñole, pintor español (n. 1878).
- 1980: Luis Cuadrado, director de fotografía y operador de cámara español (n. 1934).
- 1980: Cecil Beaton, fotógrafo británico (n. 1904).
- 1982: Huang Xianfan, historiador chino (n. 1899).
- 1982: Juan O'Gorman, pintor y arquitecto mexicano (n. 1905).
- 1983: Arturo Umberto Illia, presidente argentino (n. 1900).
- 1984: Ary dos Santos, poeta portugués (n. 1937).
- 1984: Vasílis Tsitsánis, cantante y compositor griego (f. 1915).
- 1986: Edmundo Rivero, cantante de tangos y guitarrista argentino (n. 1911).
- 1986: Arístides Calvani, político venezolano (n. 1918).
- 1987: Renato Guttuso, pintor italiano (n. 1911).
- 1989: Bruce Chatwin, novelista británico (n. 1940).
- 1990: Mel Appleby, cantautora británica (n. 1966).
- 1990: Candy Jones, modelo pin-up estadounidense (n. 1925).
- 1993: Eleanor Hibbert, escritora británica (n. 1906).
- 1993: Luis Felipe Letelier, abogado, profesor, empresario y político chileno (n. 1906).
- 1995: Adolph Butenandt, bioquímico alemán, premio nobel de química en 1939 (n. 1903).
- 1996: Leonor Fini, pintora argentina (n. 1907).
- 1997: Diana Lewis, actriz estadounidense (n. 1919).
- 1997: Myfanwy Piper, crítica de arte y libretista británica (n. 1911).
- 1997: Paul Tsongas, político estadounidense (n. 1941).
- 2006: Jan Twardowski, poeta polaco (n. 1915).
- 2007: Juan Vilá Reyes, empresario español (n. 1925).
- 2007: Julie Winnefred Bertrand, supercentenaria canadiense (n. 1891).
- 2008: Pier Miranda Ferraro, tenor italiano (n. 1924).
- 2009: Jesús Arellano, filósofo español (n. 1921).
- 2009: Enrique Dumas, cantante de tango argentino (n. 1935).
- 2010: Carlos Florit, político argentino (n. 1929).
- 2012: Miguel García-Posada, crítico literario y poeta (n. 1944).
- 2013: Martin Barbarič, futbolista checo (n. 1970).
- 2013: Alfons Lemmens, futbolista neerlandés (n. 1919).
- 2013: Jacques Sadoul, escritor y editor francés de ciencia ficción (n. 1934).
- 2014: Eugenio Cruz Vargas, poeta y pintor chileno (n. 1923).
- 2015: Alberto Nisman, fiscal argentino (n. 1963).
- 2016: Glenn Frey, guitarrista estadounidense, de la banda The Eagles (n. 1948).
- 2016: Mike MacDowel, piloto británico de automovilismo (f. 1932)
- 2016: Michel Tournier, periodista y autor francés (n. 1924).
- 2017: Peter Abrahams, escritor sudafricano-jamaicano (n. 1919).
- 2020: Fernando Báez Sosa, joven argentino de 18 años que fue asesinado a golpes y patadas por un grupo de hombres (n. 2001).
- 2021: Jean-Pierre Bacri, actor y guionista francés (n. 1951).
- 2021: Juan Carlos Tabío, director de cine cubano (n. 1943).
- 2021: Alberto Berco, actor de cine, televisión y teatro argentino (n. 1929).
- 2022: André Leon Talley, periodista estadounidense (n. 1949).
- 2022: Paco Gento, futbolista español (n. 1933).
- 2022: Saturnino de la Fuente García, supercentenario español (n. 1909).
- 2022: Yvette Mimieux, actriz de cine y televisión estadounidense (n. 1942).
- 2023: Luis Agustoni, director de teatro, dramaturgo, maestro de teatro y actor argentino (n. 1943).

## Celebraciones
- Día Internacional del Síndrome de la Hemiplejía alternante de la infancia.[2]Una enfermedad rara que afecta a uno de cada millón de niños. Es una afección neurológica, que causa episodios de parálisis en uno o ambos lados del cuerpo. Fue un 18 de enero de 2012 cuando se descubrió que la mutación del gen ATP1A3 causa el 80% de los casos de la enfermedad. Por ello, la elección de esta fecha para tratar de concientizar sobre esta afección, y apoyar a los enfermos y a sus familias.

- Día de Winnie The Pooh.[3]Se debe a que es el aniversario del nacimiento de su creador Alan Alexander Milne. Él creó un universo de cuentos protagonizados por este oso y sus amigos Conejo, Tigre o el burro Igor entre otros.

 Por países
(Por orden alfabético)
- Chile: 
  - Día del Aniversario de la Comuna de Pica.

- Estados Unidos: 
  - Día del Mantenimiento. Fecha señalada para dar mantenimiento a los equipos e instalaciones en casa. Celebración original de Estados Unidos, extendida en la actualidad a algunos países de habla hispana.
(en inglés: Maintenance Day).
  - Día del Peso Saludable de la Mujer. Celebración para promover la importancia de un peso saludable y una vida activa entre las mujeres. 
(en inglés: Women’s Healthy Weight Day).
  - Día del Café Gourmet.
(en inglés: National Gourmet Coffee Day).
  - Día del Tesauro. Libros prácticos llenos de sinónimos, son como cofres del tesoro de opciones lingüísticas, que añaden profundidad y variedad a los idiomas.
(en inglés: National Thesaurus Day).
  - Día del Pato a la Pequinesa.
(en inglés: National Peking Duck Day).
  - Día de Michigan.
(en inglés: National Michigan Day).

- Perú: 
  - Aniversario de Lima. Celebra este día de 1535 (hace 490 años) cuando el conquistador Francisco Pizarro decidió determinar a la ciudad de Lima en el valle del río Rímac, con el nombre de Ciudad de los Reyes.

- Túnez: 
  - Día de la Revolución Nacional.

- Venezuela: 
  - Día del Boxeador Venezolano. Celebra la fecha de 1965 en que Carlos "Morocho" Hernández se convirtió en el primer venezolano en ser Campeón Mundial de Boxeo.

Religiosas
- Día de Relaciones Humanas en la Iglesia Metodista Unida. Llama a extender la mano a los que están en crisis y por medio de esta ayuda puedan superar sus obstáculos.

### Santoral católico

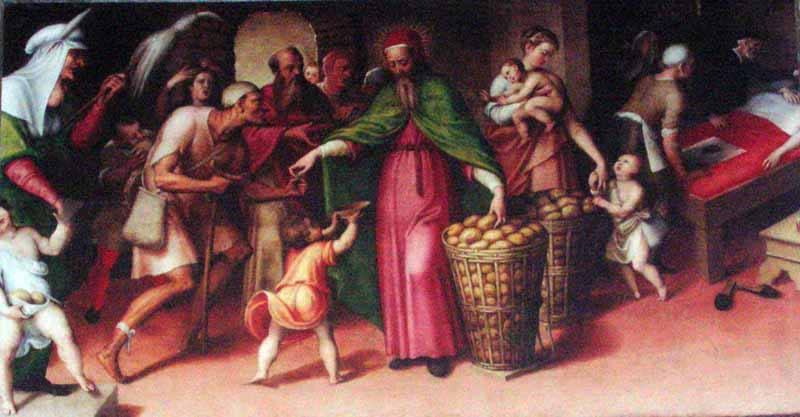
San Facio de Cremona, retrato (1550).

- Santos Suceso, Pablo y Lucio de Cartago, mártires y obispos (259).
- Santos Cosconio, Zenón y Melanipo de Nicea, mártires (s. III/IV).
- San Volusiano de Tours, obispo francés (f. 498).[4]
- Santa Prisca de Roma, mujer romana de existencia dudosa (f. antes de 499), hija de los santos romanos Akula y Priskila (siglo III) mencionados en los Hechos de los apóstoles.
- San Deicolo de Lure, abad irlandés (530-625).[4]
- Beata Beatriz II de Este, monja y aristócrata italiana (1226-1262).[4]
- Santa Margarita de Hungría, religiosa dominica húngara (1242-1271), hija del rey Béla IV.[4]
- Beato Facio de Cremona (1200-1272).[4](imagen ilustrativa).
- Beato Andrés de Peschiera Grego, fraile dominico y predicador italiano (1400-1485).
- Beata Cristina Ciccarelli, monja italiana (1480-1543).[4]
- Beata Regina Protmann, religiosa alemana (1552-1613), fundadora de las Hermanas de Santa Catalina Virgen y Mártir.[4]
- Beatas Victoria Gusteau (n. 1745),[5] Felicité Pricet (n. 1745), Charlotte Lucás (n. 1752)[5] y Monique Picherý (n. 1762),[6] laicas fusiladas el 18 de enero de 1794 en el marco de la Revolución francesa.
- Beata María Teresa Fasce, abadesa italiana (1881-1947).[4]